# Relaciones Chipre-Cuba
Las relaciones Cuba-Chipre son las relaciones diplomáticas entre la República de Chipre y la República de Cuba.

## Historia
Las relaciones entre ambos países se establecieron el 22 de noviembre de 1960.
El 28 de septiembre de 2009 , el presidente de la República de Chipre, Dimitris Christofias, realizó una visita oficial a Cuba junto con el ministro de Asuntos Exteriores, Markos Kyprianou, el ministro de Comercio, Industria y Turismo, Antonis Pasklides y el portavoz del Gobierno, Stephanos Stephanou. Ese día, en el Palacio de la Revolución, el presidente cubano, Raúl Castro, entregó al presidente de Chipre, Dimitris Christofias, la Medalla José Martí. El mismo día también se inauguró la embajada de Chipre en La Habana. El 29 de septiembre el presidente de Chipre habló en la Universidad de La Habana.
El 26 de septiembre de 2015 se inauguró una exposición en la Embajada de Cuba en Nicosia en homenaje a los 55 años de relaciones entre ambos países.